# Poanopsis
Poanopsis är ett släkte av fjärilar. Poanopsis ingår i familjen tjockhuvuden.
Kladogram enligt Catalogue of Life:
| Poanopsis | \| \| Poanopsis catahorma \| \| \| \| \| \| Poanopsis pupillus \| \| \| \| \| \| Poanopsis puxillius \| \| \| \| |
|           | \| \| Poanopsis catahorma \| \| \| \| \| \| Poanopsis pupillus \| \| \| \| \| \| Poanopsis puxillius \| \| \| \| |
|           | Poanopsis catahorma                                                                                              |
|           | |
|           | Poanopsis pupillus                                                                                               |
|           | |
|           | Poanopsis puxillius                                                                                              |
|           | |